# وارازدات آبراهامیان
وارازدات کاراپتی آبراهامیان (ارمنی: Վարազդատ Կարապետի Աբրահամյան؛ انگلیسی: Varazdat Karapeti Abrahamian زادهٔ ۹ ژوئیهٔ ۱۹۲۱ - درگذشته ۹ مارس ۱۹۹۲) سرباز، فرد نظامی اهل ارمنستان بود.

## زندگی‌نامه
وی در ۹ ژوئیه ۱۹۲۱ در ایروان به دنیا آمد . همچنین برندهٔ جوایزی همچون نشان ستاره سرخ، نشان جنگ میهنی (درجه یک) (۱۹۸۵) و مدال به خاطر پیروزی مقابل آلمان در جنگ بزرگ میهنی شده است. وی در ۹ مارس ۱۹۹۲ در سن ۷۰ سالگی در ایروان درگذشت و در آرامستان نورک به خاک سپرده شد.